# أورسون بين
أورسون بين (22 يوليو 1928 - 7 فبراير 2020) (بالإنجليزية: Orson Bean) هو ممثل أمريكي ولد في فيرمونت، الولايات المتحدة، بدأ مسيرته الفنية سنة 1952. فاز بجائزة المسرح العالمي.

## الأعمال
- تحليل جريمة قتل
- يانكي من كونيتيكت في بلاط الملك آرثر
- الحب
- قارب الحب
- حياة واحدة للعيش
- حقائق الحياة
- الفضاء الداخلي
- وحش
- تايني تون
- دياجنوسيز: موردر

## روابط خارجية
- أورسون بين على موقع IMDb (الإنجليزية)
- أورسون بين على موقع روتن توميتوز (الإنجليزية)
- أورسون بين على موقع ألو سيني (الفرنسية)
- أورسون بين على موقع ميوزك برينز (الإنجليزية)
- أورسون بين على موقع تيرنر كلاسيك موفيز (الإنجليزية)
- أورسون بين على موقع أول موفي (الإنجليزية)
- أورسون بين على موقع قاعدة بيانات برودواي على الإنترنت (الإنجليزية)
- أورسون بين على موقع إن إن دي بي (الإنجليزية)
- أورسون بين على موقع ديسكوغز (الإنجليزية)
- أورسون بين على موقع قاعدة بيانات الفيلم (الإنجليزية)